# Raman Bandarenka

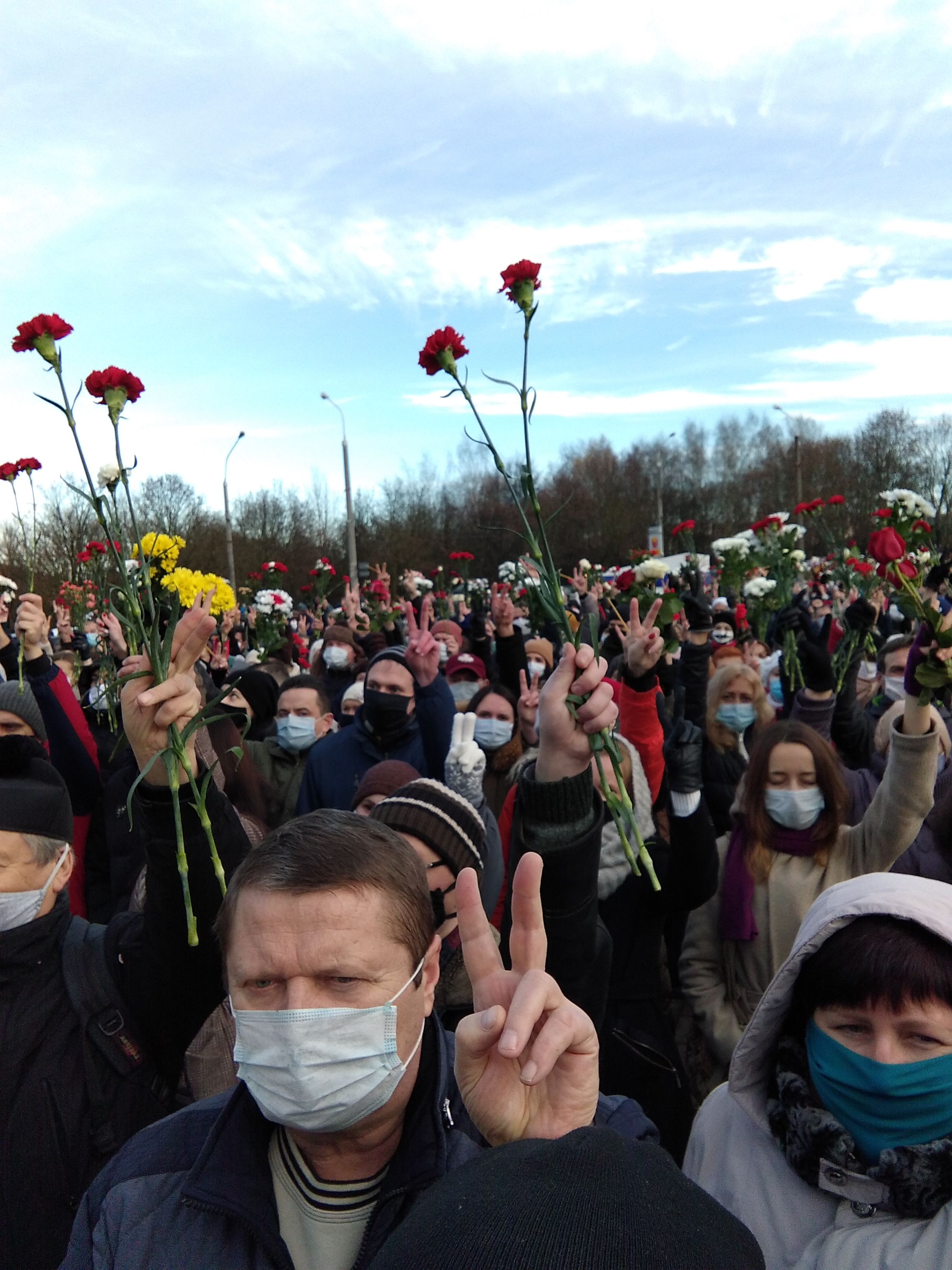
Minsk: Abschied von Raman Bandarenka

Raman Bandarenka (belarussisch Раман Бандарэнка; russisch Роман Бондаренко Roman Bondarenko; * 1. August 1989 in Minsk; † 12. November 2020 ebenda) war ein Künstler und Teilnehmer von Protesten in Belarus  im Anschluss an die Präsidentschaftswahl 2020, der von Anhängern Aljaksandr Lukaschenkas getötet wurde.

## Biografie
Er war ein Absolvent der Belarussischen Staatlichen Kunstakademie. Er leistete Militärdienst in der Einheit 3214 der Innentruppen. Er arbeitete als Administrator und dann als Leiter einer der Einzelhandelsketten „Ostrow Tschistoty“.
Am Abend des 11. November 2020 kamen Menschen in Zivilkleidung und Masken auf den „Hof des Wandels“ in Minsk und begannen, die weiß-rot-weißen Bänder zu zerschneiden, die von den Anwohnern aufgehängt wurden. Im Verlauf der Proteste in Belarus kommt es häufig vor, dass Mitglieder der belarussischen OMON in Zivilkleidung erscheinen, um Protestierende anzugreifen bzw. zu entführen. Raman Bandarenka gehörte zu den Einheimischen, die in den Hof hinausgingen und mit den Unbekannten stritten. Augenzeugenberichten zufolge griff einer der Täter Bandarenka an und stieß ihn, aber er wich dem Schlag aus. Eine unbekannte Person versuchte ihn festzuhalten, lief aber später davon. Aber bereits um 22:16 Uhr wurde er von Personen in Zivil aus getönten Kleinbussen festgenommen. Er wurde in die Zentrale Bezirksabteilung für innere Angelegenheiten gebracht, wo er bis 0:05 Uhr festgehalten wurde. Von der Bezirksabteilung für innere Angelegenheiten wurde Raman Bandarenka in äußerst ernstem Zustand ins Krankenhaus gebracht. Am 12. November starb er.

## Reaktion in Belarus
Nachdem bekannt wurde, dass Raman Bandarenka gestorben war, kamen zweitausend Minsker auf den „Hof des Wandels“, um Blumen niederzulegen und das Andenken an die Gefallenen zu ehren.
Die Fernsehsenderjournalisten von Belsat TV Kazjaryna Andrejewa und Darja Tschulzowa wurden am 15. November 2020 für die Ausstrahlung einer friedlichen Aktion auf den „Hof des Wandels“ zum Gedenken an Raman Bandarenka festgenommen und am 16. Februar 2021 zu zwei Jahren Gefängnis verurteilt.
Ab 27. November 2020 wurden die TUT.BY-Journalistin Kazjaryna Baryssewitsch und der Arzt Arzjom Sorokin im Zusammenhang mit den Strafverfahren festgenommen, weil sie medizinische Informationen darüber meldeten, dass das Opfer völlig nüchtern war, was die Worte von Aljaksandr Lukaschenka und Natallja Katschanawa widerlegt, dass Bandarenka betrunken gewesen sei. Amnesty International erkannte den Journalisten und den Arzt als gewaltlose politische Gefangene an. Belarussische Menschenrechtsorganisationen erkannten Baryssewitsch als politischen Gefangenen auch an. Der stellvertretende Vorsitzende des Belarussischen Journalistenverband Boris Garetzky sagte, dass die Behörden nicht mit dem Problem, sondern mit den Medien kämpfen: „Sie denken, wenn die Presse nicht über Bandarenka schreibt, werden die Leute nichts davon wissen. Sie werden natürlich alles erfahren, aber die Medien werden immer noch angegriffen.“ Am 2. März 2021 wurden beide bestraft: Kazjaryna Baryssewitsch wurde zu einem halben Jahr Gefängnis und zu einer Geldstrafe für Schadensersatz in 100 Basiseinheiten (etwa 900 Euro) verurteilt, Arzjom Sorokin wurde zu zwei Jahren Gefängnis und zu einer Geldstrafe in 50 Basiseinheiten (etwa 450 Euro) verurteilt.
Erst im Februar 2021 ist ein Strafverfahren wegen der Tötung Bandarenkas eröffnet worden, das jedoch bereits im September desselben Jahres eingestellt worden ist, weil es nach Ansicht des Büros der Generalstaatsanwaltschaft unmöglich sei, einen Täter ausfindig zu machen.

## Internationale Reaktion
In einer Erklärung vom 13. November 2020 verurteilte die EU die Brutalität von Polizeibeamten in Zivil und sprach der Familie und den Freunden von Raman Bandarenka ihr Beileid aus. Die diplomatischen Vertretungen Großbritanniens, Deutschlands und der EU in Minsk ehrten das Opfer mit einer Schweigeminute.
Der Hohe Kommissar der Vereinten Nationen für Menschenrechte äußerte sich über den Mord und forderte die Behörden auf, öffentliche Ermittlung einzuleiten.
Am 16. November 2020 verhängte das Außenministerium von Lettland ein Einreiseverbot gegen Dsmitryj Baskau, den Präsidenten des Belarussischen Eishockeyverbands als auch gegen den Kickboxer Dsmitryj Schakuta, nachdem diese auf Fotos und Videos der Prügelattacke auf Bandarenka erkannt worden sind. Baskau und Schakuta kommentierten diese Vorwürfe nicht. Die Internationale Eishockey-Föderation leitete gegen Baskau eine unabhängige Untersuchung wegen des Vorfalls ein.
Am 26. November 2020 erörterte das Europäische Parlament die Lage in Belarus. Die Diskussion führte zur Annahme einer Resolution „über die Fortsetzung von Menschenrechtsverletzungen in Belarus, insbesondere der Ermordung von Raman Bandarenka“, die von einer absoluten Mehrheit der Abgeordneten unterstützt wurde und eine „schnelle, gründliche, unparteiische und unabhängige Untersuchung des Todes“ forderte.
Am 9. August 2021 wurde Dsmitryj Schakuta in die Liste der Specially Designated Nationals and Blocked Persons der USA aufgrund „gewalttätigen Angriffs auf Bandarenka“ und seine Überstellung an die Polizei hinzugefügt.